# Danh sách kỷ lục bơi Việt Nam
Danh sách kỷ lục bơi Việt Nam là các thành tích nhanh nhất của bơi Việt Nam, được công nhận và phê chuẩn bởi Hiệp hội thể thao dưới nước Việt Nam.
Tất cả các kỷ lục đều được xác lập trong lượt bơi chung kết, trừ khi có ghi chú thêm.

## Bể tiêu chuẩn (50m)

### Nam
| Môn thi                 | Thời gian |  | Tên                                                                              | Câu lạc bộ | Ngày                 | Sự kiện                          | Địa điểm                | Chú thích |
| ----------------------- | --------- |  | -------------------------------------------------------------------------------- | ---------- | -------------------- | -------------------------------- | ----------------------- | --------- |
|                         |           |  |                                                                                  |            |                      |                                  |                         |           |
| 100m tự do              | 49.03     |  | Hoàng Quý Phước                                                                  | Đà Nẵng    | 21 tháng 4 năm 2017  | Giải vô địch Hungary             | Debrecen, Hungary       |           |
| 200m tự do              | 1:48.07   |  | Hoàng Quý Phước                                                                  | Việt Nam   | 23 tháng 8 năm 2017  | Đại hội Thể thao Đông Nam Á 2017 | Kuala Lumpur, Malaysia  |           |
| 400m tự do              | 3:48.06   |  | Nguyễn Huy Hoàng                                                                 | Việt Nam   | 16 tháng 5 năm 2022  | Đại hội Thể thao Đông Nam Á 2021 | Hà Nội, Việt Nam        |           |
| 800m tự do              | 7:50.20   |  | Nguyễn Huy Hoàng                                                                 | Việt Nam   | 12 tháng 10 năm 2018 | Thế vận hội Trẻ Mùa hè 2018      | Buenos Aires, Argentina |           |
| 1500m tự do             | 14:58.14  |  | Nguyễn Huy Hoàng                                                                 | Việt Nam   | tháng 12 năm 2019    | Đại hội Thể thao Đông Nam Á 2019 | New Clark, Philippines  |           |
| 50m ngửa                | 25.50     |  | Lê Nguyễn Paul                                                                   | An Giang   | 19 tháng 11 năm 2016 | Giải vô địch Châu Á              | Tokyo, Nhật Bản         |           |
| 100m ngửa               | 54.98     |  | Lê Nguyễn Paul                                                                   | Việt Nam   | 4 tháng 12 năm 2019  | Đại hội Thể thao Đông Nam Á 2019 | New Clark, Philippines  |           |
| 200m ngửa               | 2:01.34   |  | Trần Hưng Nguyên                                                                 | Việt Nam   | 10 tháng 5 năm 2023  | Đại hội Thể thao Đông Nam Á 2023 | Phnom Penh, Campuchia   |           |
| 50m ếch                 | 28.28     |  | Phạm Thanh Bảo                                                                   | Bến Tre    | 18 tháng 5 năm 2022  | Đại hội Thể thao Đông Nam Á 2021 | Hà Nội, Việt Nam        |           |
| 100m ếch                | 1:00.97   |  | Phạm Thanh Bảo                                                                   | Việt Nam   | 7 tháng 5 năm 2023   | Đại hội Thể thao Đông Nam Á 2023 | Phnom Penh, Campuchia   |           |
| 200m ếch                | 2:11.45   |  | Phạm Thanh Bảo                                                                   | Việt Nam   | 10 tháng 5 năm 2023  | Đại hội Thể thao Đông Nam Á 2023 | Phnom Penh, Campuchia   |           |
| 50m bướm                | 23.97     |  | Nguyễn Hoàng Khang                                                               | Vĩnh Long  | 15 tháng 10 năm 2023 |                                  |                         |           |
| 100m bướm               | 53.07     |  | Hoàng Quý Phước                                                                  | Đà Nẵng    | 13 tháng 11 năm 2011 | Đại hội Thể thao Đông Nam Á 2011 | Palembang, Indonesia    |           |
| 200m bướm               | 1:58.81   |  | Nguyễn Huy Hoàng                                                                 | Quảng Bình | 18 tháng 05 năm 2022 | Đại hội Thể thao Đông Nam Á 2021 | Hà Nội, Việt Nam        |           |
| 200m hỗn hợp cá nhân    | 2:01.22   |  | Trần Hưng Nguyên                                                                 | Quân Đội   | 18 tháng 05 năm 2022 | Đại hội Thể thao Đông Nam Á 2021 | Hà Nội, Việt Nam        |           |
| 400m hỗn hợp cá nhân    | 4:18.10   |  | Trần Hưng Nguyên                                                                 | Quân Đội   | 15 tháng 05 năm 2022 | Đại hội Thể thao Đông Nam Á 2021 | Hà Nội, Việt Nam        |           |
| 4×100m tiếp sức tự do   | 3:21.09   |  | - Trần Hưng Nguyên - Ngô Đình Chuyền - Hoàng Quý Phước - Luong Jérémie Loïc Nino | Việt Nam   | 10 tháng 5 năm 2023  | Đại hội Thể thao Đông Nam Á 2023 | Phnom Penh, Campuchia   |           |
| 4×200m tiếp sức tự do   | 7:21.51   |  | - Hoàng Quý Phước - Nguyễn Huy Hoàng - Trần Hưng Nguyên - Nguyễn Hữu Kim Sơn     | Việt Nam   | 17 tháng 05 năm 2022 | Đại hội Thể thao Đông Nam Á 2021 | Hà Nội, Việt Nam        |           |
| 4×100m tiếp sức hỗn hợp | 3:39.76   |  | - Paul Lê Nguyễn - Phạm Thành Bảo - Hoàng Quý Phước - Lương Jeremie Loic Nino    | Việt Nam   | 15 tháng 05 năm 2022 | Đại hội Thể thao Đông Nam Á 2021 | Hà Nội, Việt Nam        |           |

Chú giải: # – Kỷ lục đang chờ được Hiệp hội thể thao dưới nước Việt Nam phê chuẩn; WR – Kỷ lục thế giới; AS – Kỷ lục Châu Á; 
 Kỷ lục không được thiết lập ở chung kết: h – vòng loại; sf – bán kết; r – relay 1st leg; rh – relay heat 1st leg; b – B final; † – en route to final mark; tt – time trial 

### Nữ
| Môn thi                 | Thời gian |  | Tên                                                                               | Câu lạc bộ                 | Ngày                 | Sự kiện                               | Địa điểm               | Chú thích |
| ----------------------- | --------- |  | --------------------------------------------------------------------------------- | -------------------------- | -------------------- | ------------------------------------- | ---------------------- | --------- |
| 50m tự do               | 26.15     |  | Nguyễn Thị Ánh Viên                                                               | Quân đội Nhân dân Việt Nam | 26 tháng 8 năm 2017  | Đại hội Thể thao Đông Nam Á 2017      | Kuala Lumpur, Malaysia | [ 1 ]     |
| 100m tự do              | 55.76     |  | Nguyễn Thị Ánh Viên                                                               | Việt Nam                   | 23 tháng 8 năm 2017  | Đại hội Thể thao Đông Nam Á 2017      | Kuala Lumpur, Malaysia |           |
| 200m tự do              | 1:58.82   |  | Nguyễn Thị Ánh Viên                                                               | Quân đội Nhân dân Việt Nam | tháng 6 năm 2016     |                                       |                        |           |
| 400m tự do              | 4:07.96   |  | Nguyễn Thị Ánh Viên                                                               | Quân đội Nhân dân Việt Nam | 5 tháng 6 năm 2016   | Arena Pro Swim Series                 | Indianapolis, Hoa Kỳ   |           |
| 800m tự do              | 8:34.85   |  | Nguyễn Thị Ánh Viên                                                               | Quân đội Nhân dân Việt Nam | 6 tháng 6 năm 2015   | Đại hội Thể thao Đông Nam Á 2015      | Singapore, Singapore   |           |
| 1500m tự do             | 16:28.18  |  | Nguyễn Thị Ánh Viên                                                               | Quân đội Nhân dân Việt Nam | tháng 5 năm 2017     |                                       |                        |           |
| 50m ngửa                | 29.26     |  | Nguyễn Thị Ánh Viên                                                               | Quân đội Nhân dân Việt Nam | 12 tháng 12 năm 2013 | Đại hội Thể thao Trẻ châu Á 2013      | Nam Kinh, Trung Quốc   | [ 2 ]     |
| 100m ngửa               | 1:01.89   |  | Nguyễn Thị Ánh Viên                                                               | Quân đội Nhân dân Việt Nam | 21 tháng 8 năm 2017  | Đại hội Thể thao Đông Nam Á           | Kuala Lumpur, Malaysia |           |
| 200m ngửa               | 2:12.25   |  | Nguyễn Thị Ánh Viên                                                               | Quân đội Nhân dân Việt Nam | tháng 9 năm 2014     |                                       |                        |           |
| 50m ếch                 | 32.46     |  | Phạm Thị Huệ                                                                      | Quảng Bình                 | 26 tháng 12 năm 2010 | Đại hội thể dục thể thao toàn quốc    | Đà Nẵng, Việt Nam      |           |
| 100m ếch                | 1:10.64   |  | Phạm Thị Huệ                                                                      | Quảng Bình                 | 27 tháng 12 năm 2010 | Đại hội thể dục thể thao toàn quốc    | Đà Nẵng, Việt Nam      |           |
| 200m ếch                | 2:30.89   |  | Nguyễn Thị Ánh Viên                                                               | Quân đội Nhân dân Việt Nam | tháng 8 năm 2017     |                                       |                        |           |
| 50m bướm                | 27.58     |  | Phạm Thị Vân                                                                      | Thanh Hóa                  | tháng 12 năm 2022    | Đại hội thể thao toàn quốc lần thứ IX | Hà Nội, Việt Nam       | [ 3 ]     |
| 100m bơi bướm           | 1:00.69   |  | Nguyễn Thị Ánh Viên                                                               | Quân đội Nhân dân Việt Nam | 19 tháng 6 năm 2014  | Giải vô địch Đông Nam Á               | Singapore, Singapore   |           |
| 200m bơi bướm           | 2:10.52   |  | Lê Thị Mỹ Thảo                                                                    | Bình Phước                 | 4 tháng 12 năm 2018  | Đại hội Thể dục thể thao toàn quốc    | Hà Nội, Việt Nam       |           |
| 200m hỗn hợp cá nhân    | 2:12.33   |  | Nguyễn Thị Ánh Viên                                                               | Quân đội Nhân dân Việt Nam | tháng 8 năm 2015     |                                       |                        |           |
| 400m hỗn hợp cá nhân    | 4:36.85   |  | Nguyễn Thị Ánh Viên                                                               | Quân đội Nhân dân Việt Nam | 6 tháng 8 năm 2016   | Rio Olympics 2016                     | Rio de Janeiro, Brasil |           |
| 4×100m tiếp sức tự do   | 3:53.42   |  | - Lê Hoàng Bảo Ngọc - Nguyễn Diệp Phương Trâm - Trần Ngọc Thi - Vũ Thị Phương Anh | Tp. HCM                    | 5 tháng 12 năm 2018  | Đại hội Thể dục thể thao toàn quốc    | Hà Nội, Việt Nam       |           |
| 4×200m tiếp sức tự do   | 8:27.22   |  | - Võ Thị Mỹ Tiên - Phạm Thị Vân - Lê Thu Thủy - Nguyễn Thúy Hiền                  | Việt Nam                   | 10 tháng 5 năm 2023  | Đại hội Thể thao Đông Nam Á 2023      | Phnom Penh, Campuchia  |           |
| 4×100m tiếp sức hỗn hợp | 4:21.18   |  | - Lê Hoàng Bảo Ngọc - Nguyễn Diệp Phương Trâm - Trần Ngọc Thi - Vũ Thị Phương Anh | Tp. HCM                    | 4 tháng 12 năm 2018  | Đại hội Thể dục thể thao toàn quốc    | Hà Nội, Việt Nam       |           |

Chú giải: # – Kỷ lục đang chờ được Hiệp hội thể thao dưới nước Việt Nam phê chuẩn; WR – Kỷ lục thế giới; AS – Kỷ lục Châu Á; 
 Kỷ lục không được thiết lập ở chung kết: h – vòng loại; sf – bán kết; r – relay 1st leg; rh – relay heat 1st leg; b – B final; † – en route to final mark; tt – time trial 

## Bể ngắn (25 m)

### Nam
| Môn thi                 | Thời gian |      | Tên                                                                                                 | Câu lạc bộ                 | Ngày                 | Sự kiện                                            | Địa điểm                                        | Chú thích |
| ----------------------- | --------- | ---- | --------------------------------------------------------------------------------------------------- | -------------------------- | -------------------- | -------------------------------------------------- | ----------------------------------------------- | --------- |
| 50m tự do               | 22.74     |      | Hoàng Quý Phước                                                                                     | Đà Nẵng                    | 24 tháng 3 năm 2017  | Giải vô địch quốc gia                              | Huế, Việt Nam                                   |           |
| 100m tự do              | 48.96     |      | Hoàng Quý Phước                                                                                     | Đà Nẵng                    | 26 tháng 3 năm 2017  | Giải vô địch quốc gia                              | Huế, Việt Nam                                   |           |
| 200m tự do              | 1:45.15   |      | Hoàng Quý Phước                                                                                     | Đà Nẵng                    | 23 tháng 3 năm 2017  | Giải vô địch quốc gia                              | Huế, Việt Nam                                   |           |
| 400m tự do              | 3:43.89   |      | Nguyễn Huy Hoàng                                                                                    | Quảng Bình                 | 16 tháng 12 năm 2021 | Giải vô địch thế giới                              | Abu Bhabi, Các Tiểu vương quốc Ả Rập Thống nhất |           |
| 800m tự do              | 7:49.67   | h, † | Nguyễn Huy Hoàng                                                                                    | Việt Nam                   | 20 tháng 12 năm 2021 | Giải vô địch thế giới                              | Abu Dhabi, Các Tiểu vương quốc Ả Rập Thống nhất |           |
| 1500m tự do             | 14:41.00  |      | Nguyễn Huy Hoàng                                                                                    | Việt Nam                   | 20 tháng 12 năm 2021 | Giải vô địch thế giới                              | Abu Dhabi, Các Tiểu vương quốc Ả Rập Thống nhất |           |
| 50m ngửa                | 23.96     |      | Lê Nguyễn Paul                                                                                      | An Giang                   | 3 tháng 3 năm 2022   | Giải vô địch quốc gia                              | Thừa Thiên Huế, Việt Nam                        |           |
| 100m ngửa               | 52.04     |      | Trần Duy Khôi                                                                                       | Việt Nam                   | 24 tháng 9 năm 2017  | Đại hội Thể thao Trong nhà và Võ thuật châu Á 2017 | Ashgabat, Turkmenistan                          |           |
| 200m ngửa               | 1:56.44   |      | Trần Hưng Nguyên                                                                                    | Quân đội                   | 21 tháng 12 năm 2021 | Giải bơi vô địch thế giới                          | Abu Dhabi, Các Tiểu vương quốc Ả Rập Thống nhất |           |
| 50m ếch                 | 27.47     |      | Phạm Thanh Bảo                                                                                      | Bến Tre                    | 14 tháng 3 năm 2025  | Giải vô địch quốc gia                              | Thừa Thiên Huế, Việt Nam                        |           |
| 100m ếch                | 59.01     |      | Phạm Thanh Bảo                                                                                      | Bến Tre                    | 23 tháng 3 năm 2024  | Giải vô địch quốc gia                              | Thừa Thiên Huế, Việt Nam                        |           |
| 200 m ếch               | 2:06.63   |      | Phạm Thanh Bảo                                                                                      | Bến Tre                    | 03 tháng 4 năm 2021  | Giải vô địch quốc gia                              | Thừa Thiên Huế, Việt Nam                        |           |
| 50m bướm                | 23.70     |      | Lê Nguyễn Paul                                                                                      | An Giang                   | 05 tháng 3 năm 2022  | Giải vô địch quốc gia                              | Thừa Thiên Huế, Việt Nam                        |           |
| 100m bướm               | 52.08     |      | Hoàng Quý Phước                                                                                     | Đà Nẵng                    | 16 tháng 3 năm 2010  | Giải vô địch quốc gia                              | Hà Nội, Việt Nam                                |           |
| 200m bướm               | 1:56.87   |      | Nguyễn Quang Thuần                                                                                  | Quân đội nhân dân Việt Nam | 16 tháng 3 năm 2025  | Giải vô địch quốc gia                              | Thừa Thiên Huế, Việt Nam                        |           |
| 100m hỗn hợp            | 53.46     |      | Lê Nguyễn Paul                                                                                      | An Giang                   | 04 tháng 3 năm 2022  | Giải vô địch quốc gia                              | Thừa Thiên Huế, Việt Nam                        |           |
| 200m hỗn hợp            | 1:57.60   |      | Trần Duy Khôi                                                                                       | Việt Nam                   | 22 tháng 9 năm 2017  | Đại hội Thể thao Trong nhà và Võ thuật châu Á 2017 | Ashgabat, Turkmenistan                          |           |
| 400m hỗn hợp            | 4:11.81   |      | Nguyễn Quang Thuần                                                                                  | Quân Đội                   | 02 tháng 3 năm 2022  | Giải vô địch quốc gia                              | Thừa Thiên Huế, Việt Nam                        |           |
| 4×50m tiếp sức tự do    | 1:33.72   |      | - (23.66)Phạm Trường Giang - (23.73)Nguyễn Văn Đạt - (23.80)Châu Bá Anh Tư - (22.53)Hoàng Quý Phước | Đà Nẵng                    | 16 tháng 3 năm 2010  | Giải vô địch quốc gia                              | Hà Nội, Việt Nam                                |           |
| 4×100m tiếp sức tự do   | 3:20.10   |      | - Nguyễn Viết Tường - Hoàng Quý Phước - Nguyễn Quốc Khải Hoàn - Trần Văn Nguyễn Quốc                | Đà Nẵng                    | 13 tháng 3 năm 2025  | Giải vô địch quốc gia                              | Thừa Thiên Huế, Việt Nam                        |           |
| 4×200m tiếp sức tự do   | 7:16.08   |      | - Nguyễn Hữu Kim Sơn - Trần Văn Nguyễn Quốc - Nguyễn Viết Tường - Hoàng Quý Phước                   | Đà Nẵng                    | 12 tháng 3 năm 2025  | Giải vô địch quốc gia                              | Thừa Thiên Huế, Việt Nam                        |           |
| 4×50m tiếp sức hỗn hợp  | 1:42.69   |      | - (25.85)Đỗ Huy Long - (27.73)Nguyễn Hữu Việt - (25.30)Võ Thái Nguyên - (23.81)Nguyễn Thanh Hải     | Việt Nam                   | 4 tháng 11 năm 2009  | Đại hội Thể thao châu Á Trong nhà 2009             | Hà Nội, Việt Nam                                |           |
| 4×100m tiếp sức hỗn hợp | 3:37.85   |      | - (55.21)Đỗ Huy Long - (58.61)Nguyễn Hữu Việt - (53.96)Võ Thái Nguyên - (50.07)Nguyễn Thanh Hải     | Việt Nam                   | 7 tháng 11 năm 2009  | Đại hội Thể thao châu Á Trong nhà 2009             | Hà Nội, Việt Nam                                |           |

Chú giải: # – Kỷ lục đang chờ được Hiệp hội thể thao dưới nước Việt Nam phê chuẩn; WR – Kỷ lục thế giới; AS – Kỷ lục Châu Á; 
 Kỷ lục không được thiết lập ở chung kết: h – vòng loại; sf – bán kết; r – relay 1st leg; rh – relay heat 1st leg; b – B final; † – en route to final mark; tt – time trial 

### Nữ
| Môn thi                 | Thời gian |   | Tên | Câu lạc bộ                 | Ngày                 | Sự kiện                                            | Địa điểm                 | Chú thích |
| ----------------------- | --------- | - | --- | -------------------------- | -------------------- | -------------------------------------------------- | ------------------------ | --------- |
| 50m tự do               | 25.26     |   | Nguyễn Thúy Hiền                                                                                         | Quân đội nhân dân Việt Nam | 14 tháng 3 năm 2025  | Giải vô địch quốc gia                              | Thừa Thiên Huế, Việt Nam |           |
| 100m tự do              | 55.52     |   | Nguyễn Thúy Hiền                                                                                         | Quân đội nhân dân Việt Nam | 12 tháng 3 năm 2025  | Giải vô địch quốc gia                              | Thừa Thiên Huế, Việt Nam |           |
| 200m tự do              | 1:56.06   |   | Nguyễn Thị Ánh Viên                                                                                      | Việt Nam                   | 24 tháng 9 năm 2017  | Đại hội Thể thao Trong nhà và Võ thuật châu Á 2017 | Ashgabat, Turkmenistan   |           |
| 400m tự do              | 4:09.80   | h | Nguyễn Thị Ánh Viên                                                                                      | Quân đội                   | 5 tháng 12 năm 2014  | Giải vô địch thế giới                              | Doha, Qatar              |           |
| 800m tự do              | 8:27.36   |   | Nguyễn Thị Ánh Viên                                                                                      | Quân đội                   | 4 tháng 12 năm 2014  | Giải vô địch thế giới                              | Doha, Qatar              |           |
| 1500m tự do             |           |   | |                            |                      |                                                    |                          |           |
| 50m ngửa                | 28.02     |   | Nguyễn Thị Kim Tuyến                                                                                     | TP Hồ Chí Minh             | tháng 3 năm 2011     | Giải vô địch quốc gia                              | Việt Nam                 |           |
| 100m ngửa               | 59.42     |   | Nguyễn Thị Ánh Viên                                                                                      | Việt Nam                   | 24 tháng 9 năm 2017  | Đại hội Thể thao Trong nhà và Võ thuật châu Á 2017 | Ashgabat, Turkmenistan   |           |
| 200m ngửa               | 2:08.07   | h | Nguyễn Thị Ánh Viên                                                                                      | Quân đội Việt Nam          | 25 tháng 10 năm 2016 | Giải vô địch thế giới                              | Tokyo, Nhật Bản          | [ 4 ]     |
| 50m ếch                 | 31.60     |   | Nguyễn Thúy Hiền                                                                                         | Quân đội nhân dân Việt Nam | 12 tháng 3 năm 2025  | Giải vô địch quốc gia                              | Thừa Thiên Huế, Việt Nam |           |
| 100m ếch                | 1:09.19   |   | Ngô Thị Ngọc Quỳnh                                                                                       | Quảng Bình                 | 24 tháng 3 năm 2017  | Giải vô địch quốc gia                              | Huế, Việt Nam            |           |
| 200m ếch                | 2:26.44   |   | Võ Thị Mỹ Tiên                                                                                           | Long An                    | 16 tháng 3 năm 2025  | Giải vô địch quốc gia                              | Thừa Thiên Huế, Việt Nam |           |
| 50m bướm                | 27.75     |   | Nguyễn Diệp Phương Trâm                                                                                  | Tp Hồ Chí Minh             | 20 tháng 3 năm 2016  | Giải vô địch quốc gia                              | Việt Nam                 |           |
| 100m bướm               | 59.31     |   | Nguyễn Diệp Phương Trâm                                                                                  | Tp Hồ Chí Minh             | 2016                 |                                                    |                          |           |
| 200m bướm               | 2:11.03   |   | Nguyễn Thị Ánh Viên                                                                                      | Quân đội                   | 01 tháng 4 năm 2021  | Giải vô địch quốc gia                              | Việt Nam                 |           |
| 100m hỗn hợp            | 1:02.47   |   | Nguyễn Thị Ánh Viên                                                                                      | Quân đội                   | 3 tháng 7 năm 2013   | Đại hội Thể thao Trong nhà-Võ thuật châu Á 2013    | Incheon, Hàn Quốc        |           |
| 200m hỗn hợp            | 2:10.05   |   | Nguyễn Thị Ánh Viên                                                                                      | Quân đội                   | 30 tháng 6 năm 2013  | Đại hội Thể thao Trong nhà-Võ thuật châu Á 2013    | Incheon, Hàn Quốc        |           |
| 400m hỗn hợp            | 4:32.19   |   | Nguyễn Thị Ánh Viên                                                                                      | Quân đội                   | tháng 3 năm 2016     | Giải vô địch quốc gia                              | Việt Nam                 |           |
| 4×50m tiếp sức tự do    | 1:49.82   |   | - (27.35)Trần Tâm Nguyện - (27.78)Hồ Nhật Song Vy - (28.23)Võ Thị Thanh Vy - (26.46)Nguyễn Thị Kim Tuyến | TP Hồ Chí Minh             | 15 tháng 3 năm 2010  | Giải vô địch quốc gia                              | Hà Nội, Việt Nam         |           |
| 4×100m tiếp sức tự do   | 3:53.50   |   | - Võ Thị Mỹ Tiên - Đỗ Ngọc Quế Trân - Lê Thị Thiên Kim - Trần Thị Hồng Gấm                               | Long An                    | 25 tháng 3 năm 2019  | Giải vô địch quốc gia                              | Việt Nam                 |           |
| 4×200m tiếp sức tự do   | 8:24.90   |   | - Võ Thị Mỹ Tiên - Đỗ Ngọc Quế Trân - Lê Thị Thiên Kim - Trần Thị Hồng Gấm                               | Long An                    | 23 tháng 3 năm 2019  | Giải vô địch quốc gia                              | Việt Nam                 |           |
| 4×50m tiếp sức hỗn hợp  | 1:59.27   |   | - Nguyễn Diệp Phương Trâm - Vũ Thị Phương Anh - Trần Ngọc Thi - Nguyễn Khả Nhi                           | TP Hồ Chí Minh             | 04 tháng 4 năm 2021  | Giải vô địch quốc gia                              |                          |           |
| 4×100m tiếp sức hỗn hợp | 4:17.55   |   | - Nguyễn Diệp Phương Trâm - Vũ Thị Phương Anh - Trần Ngọc Thi                                            | TP Hồ Chí Minh             | 24 tháng 3 năm 2017  | Giải vô địch quốc gia                              | Việt Nam                 |           |

Chú giải: # – Kỷ lục đang chờ được Hiệp hội thể thao dưới nước Việt Nam phê chuẩn; WR – Kỷ lục thế giới; AS – Kỷ lục Châu Á; 
 Kỷ lục không được thiết lập ở chung kết: h – vòng loại; sf – bán kết; r – relay 1st leg; rh – relay heat 1st leg; b – B final; † – en route to final mark; tt – time trial 